# Thalpomys
Thalpomys (Thomas, 1916) è un genere di roditori della famiglia dei Cricetidi.

## Descrizione

### Dimensioni
Al genere Thalpomys appartengono roditori di piccole dimensioni, con lunghezza della testa e del corpo tra 83 e 109 mm, la lunghezza della coda tra 38 e 70 mm e un peso fino a 40 g.

### Caratteristiche craniche e dentarie
Il cranio presenta le creste sopra-orbitali fortemente divergenti, la scatola cranica e rotonda. Il palato è largo, mentre la bolla timpanica è rigonfia. Gli incisivi superiori sono ortodonti, ovvero con le punte rivolte verso il basso, i molari hanno la corona alta.
Sono caratterizzati dalla seguente formula dentaria:

### Aspetto
Le parti dorsali sono fulve cosparse di peli nerastri, mentre le parti ventrali sono giallo-brunastre. Le orecchie sono rotonde e ricoperte finemente di corti peli. Le zampe sono biancastre e dei ciuffi alla base di ogni artiglio. La coda è più corta della testa e del corpo e ricoperta densamente di peli, i quali coprono completamente le scaglie sottostanti. Le femmine hanno tre paia di mammelle. È presente la cistifellea.

## Distribuzione
Il genere è endemico del Brasile.

## Tassonomia
Il genere comprende 2 specie:
- Thalpomys cerradensis
- Thalpomys lasiotis